# Campionat de França d'enduro
El Campionat de França d'enduro (en francès: Championnat de France d'enduro), regulat per la federació francesa de motociclisme (FFM, Fédération française de motocyclisme), és la màxima competició d'enduro que es disputa a França. Tot i que aquesta modalitat del motociclisme s'havia popularitzat en alguns estats europeus ja des de mitjan dècada del 1950 (especialment a Itàlia, l'Alemanya Occidental i l'Oriental, Txecoslovàquia, Suècia i Espanya), no va ser fins al 1972 que se'n va organitzar la primera prova a França, concretament a Briude, Alvèrnia. El 1973 es va crear el primer Trophée de France, que va donar pas al primer Campionat de França el 1974.
Tot i la relativa tardança en la introducció d'aquest esport al país, amb els anys van anar-ne sorgint pilots de nivell que van arribar a dominar l'escena internacional. Campions de França com ara Antoine Méo, Christophe Nambotin, Stéphane Peterhansel, Johnny Aubert, Pierre Renet, Gilles Lalay o David Frétigné van guanyar també nombrosos campionats del món i Trofeus als Sis Dies Internacionals d'Enduro. França va ser, a més, un dels primers països europeus on es va començar a denominar aquest esport amb el seu nom actual, Enduro, en una època en què a altres llocs rebia els noms de "Regolarità" (en francès, justament, s'havia anomenat sempre Régularité), "Geländesport" o "Tot terreny". L'Enduro de Le Touquet, creat el 1975, ja feia servir aquest nom (malgrat que no es tractava d'una prova d'enduro estrictament parlant, sinó d'una cursa de platja) força abans que la FIM l'instaurés definitivament al tombant de la dècada del 1980.
Inicialment, el campionat francès era obert a qualsevol cilindrada de motor i a pilots de dues categories: "Inter" (la màxima) i "National". El 1976 es van introduir canvis en la normativa amb la creació de categories per cilindrada: fins a 125 cc i 250 cc per als pilots de la categoria "Inter" i 50, 125 i més de 125 cc per als de la "National". Aquestes categories van anar variant fins que el 2005 es reestructuraren completament a imatge de les vigents al Campionat del Món d'enduro: E1, E2 i E3. A més, des d'aquell any, la categoria màxima la conformen l'antiga "Inter" i la de nova creació "Élite".

## Llista de guanyadors
Nota.- Només es llisten els campions de la categoria màxima, "Inter" (i "Élite" a partir del 2005). Els anys en què hi hagué un títol absolut (Scratch) no es llisten els guanyadors dels títols per cilindrada.

### Primera etapa: 1973-2004
Fonts:
| Any  | Absolut                   |
| ---- | ------------------------- |
| 1973 | Joël Queirel (Monark 125) |
| 1974 | Joël Queirel (Monark 125) |
| 1975 | Joël Queirel (KTM 175)    |

| Any  | 125cc                  | 250cc                    |
| ---- | ---------------------- | ------------------------ |
| 1976 | Gérard Fleurance (KTM) | Jacques Vernier (OSSA)   |
| 1977 | Gérard Fleurance (KTM) | Joël Queirel (KTM 175)   |
| 1978 | Marcel Malet (Sachs)   | Joël Queirel (KTM)       |
|      | 125cc                  | +125cc                   |
| 1979 | Yann Cadoret (Fantic)  | Joël Queirel (KTM)       |
| 1980 | Yann Cadoret (Fantic)  | Patrick Drobecq (KTM)    |
| 1981 | Gilles Lalay (SWM)     | Joël Queirel (KTM)       |
| 1982 | Gilles Lalay (SWM)     | Marc Moralès (Husqvarna) |

| Any  | Scratch                           |
| ---- | --------------------------------- |
| 1983 | Gilles Lalay (KTM 250)            |
| 1984 | Gilles Lalay (KTM 250)            |
| 1985 | Gilles Lalay (Honda 250)          |
| 1986 | Marc Moralès (KTM 250)            |
| 1987 | Gilles Lalay (Honda 250)          |
| 1988 | Marc Moralès (Honda 250)          |
| 1989 | Stéphane Peterhansel (Yamaha 360) |

| Any  | 125cc                             | 250cc                         | +250cc                     |
| ---- | --------------------------------- | ----------------------------- | -------------------------- |
| 1990 | Cyril Esquirol (KTM)              | Gilles Lalay (Suzuki)         | Alain Olivier (KTM) 300    |
|      | Scratch                           | -                             | -                          |
| 1991 | Stéphane Peterhansel (Yamaha 250) | -                             | -                          |
| 1992 | Cyril Esquirol (Husqvarna 360)    | -                             | -                          |
| 1993 | Stéphane Peterhansel (Yamaha 250) | -                             | -                          |
| 1994 | Stéphane Peterhansel (Yamaha 250) | -                             | -                          |
| 1995 | Stéphane Peterhansel (Yamaha 250) | -                             | -                          |
|      | 125cc                             | 250cc                         | 4T                         |
| 1996 | Dominique Costes (Yamaha 250)     | Stéphane Peterhansel (Yamaha) | Cyril Esquirol (Honda 400) |
| 1997 | Laurent Charbonnel (Kawasaki)     | Stéphane Peterhansel (Yamaha) | Kiki Boulet (KTM)          |
| 1998 | Laurent Charbonnel (Kawasaki)     | Éric Bernard (KTM)            | Cyril Esquirol (Honda 400) |
|      | 125cc 2T                          | +125cc 2T                     | 4T                         |
| 1999 | Laurent Charbonnel                | Éric Bernard                  | Cyril Esquirol             |
| 2000 | Marc Germain                      | David Frétigné                | Éric Bernard               |
| 2001 | Marc Germain                      | David Frétigné                | Cyril Esquirol             |
|      | 125cc 2T / 250cc 4T               | +125cc                        | +250cc 4T                  |
| 2002 | Marc Germain (Yamaha)             | David Frétigné (Yamaha)       | Olivier Samofal (Husaberg) |
| 2003 | Marc Germain (Yamaha)             | Sébastien Guillaume (Gas Gas) | David Frétigné (Yamaha)    |
| 2004 | Marc Germain (Yamaha)             | Sébastien Guillaume (Gas Gas) | David Frétigné (Yamaha)    |

### Segona etapa: 2005-Actualitat
A 1 de gener de 2025
| Any  | E1                        | E2                            | E3                            |
| ---- | ------------------------- | ----------------------------- | ----------------------------- |
| 2005 | Marc Germain (Yamaha)     | Sébastien Guillaume (Gas Gas) | Thierry Klutz (Gas Gas)       |
| 2006 | Marc Germain (Yamaha)     | Fabien Planet (KTM)           | Sébastien Denis (Husqvarna)   |
| 2007 | Marc Germain (Yamaha)     | Mickaël Pichon (KTM)          | Fabien Planet (KTM)           |
| 2008 | Marc Germain (Yamaha)     | Mickaël Pichon (KTM)          | Christophe Nambotin (Gas Gas) |
| 2009 | Marc Germain (Yamaha)     | Johnny Aubert (KTM)           | Christophe Nambotin (Gas Gas) |
| 2010 | Antoine Méo (Husqvarna)   | Pierre Renet (KTM)            | Christophe Nambotin (Gas Gas) |
| 2011 | Fabien Planet (Sherco)    | Antoine Méo (Husqvarna)       | Christophe Nambotin (Gas Gas) |
| 2012 | Antoine Méo (KTM)         | Pierre Renet (Husaberg)       | Christophe Nambotin (KTM)     |
| 2013 | Antoine Méo (KTM)         | Pierre Renet (Husaberg)       | Christophe Nambotin (KTM)     |
| 2014 | Christophe Nambotin (KTM) | Pierre Renet (Husqvarna)      | Antoine Basset (Gas Gas)      |
| 2015 | Marc Bourgeois (Yamaha)   | Loïc Larrieu (Sherco)         | Emmanuel Albepart (Beta)      |
| 2016 | Marc Bourgeois (Yamaha)   | Loïc Larrieu (Yamaha)         | Jérémy Joly (KTM)             |
| 2017 | Jérémy Tarroux (Sherco)   | Loïc Larrieu (Yamaha)         | Christophe Nambotin (KTM)     |
| 2018 | Julien Gauthier (Yamaha)  | Loïc Larrieu (TM Racing)      | Christophe Nambotin (Gas Gas) |
| 2019 | Julien Gauthier (Yamaha)  | Loïc Larrieu (TM Racing)      | Christophe Nambotin (Gas Gas) |
| 2020 | Jérémy Tarroux (Sherco)   | Loïc Larrieu (TM Racing)      | Antoine Magain (Sherco)       |
| 2021 | Jérémy Tarroux (Sherco)   | Hugo Blanjoue (KTM)           | Christophe Nambotin (Sherco)  |
| 2022 | Loïc Larrieu (Fantic)     | Hugo Blanjoue (KTM)           | Léo Le Quere (Sherco)         |
| 2023 | Till De Clercq (KTM)      | Theofile Espinasse (Beta)     | Antoine Magain (Sherco)       |
| 2024 | Hugo Blanjoue (KTM)       | Zachary Pichon (Sherco)       | Luc Fargier (KTM)             |

## Estadístiques

### Campions amb més de 3 títols
A 1 de gener de 2025
| Pilot                | Títols                                 |
| -------------------- | -------------------------------------- |
| Christophe Nambotin  | 11 (10 x E3, 1 x E1)                   |
| Marc Germain         | 10 (5 x E1, 5 x 125cc 2T)              |
| Gilles Lalay         | 7 (4 x Scratch, 1 x 250cc, 2 x 125cc)  |
| Loïc Larrieu         | 7 (6 x E2, 1 x E1)                     |
| Stéphane Peterhansel | 7 (5 x Scratch, 2 x 250cc)             |
| Joël Queirel         | 7 (3 x Absolut, 2 x 250cc, 2 x +125cc) |
| Cyril Esquirol       | 6 (1 x Scratch, 4 x 4T, 1 x 125cc)     |
| David Frétigné       | 5 (2 x +250cc 4T, 3 x +125cc)          |
| Antoine Méo          | 4 (1 x E2, 3 x E1)                     |
| Pierre Renet         | 4 (4 x E2)                             |